# Blame Canada
〈Blame Canada〉는 극장판 사우스 파크에서 트레이 파커와 마크 사이먼이 부르는 노래이다. 이 노래는 쉴라 브로플로프스키가 지도하는 사우스  파크의 부모들이 그들의 아이들이 캐나다에서 만들어진 테렌스와 필립의 '불타는 엉덩이'를 보고 피우는 말성을 보고 캐나다를 비난하는 것을 결정한다. 부모들은 먼저 테란스와 필립 영화를 막지 못하고, 자기 자식들의 행동을 비난한다. 따라서 극장판 사우스 파크는 희생양 만들기를 풍자하고 있다.

## 반응
이 노래는 아카데미 상 중 최고의 노래에 후보로 올랐고,  그리고 모든 후보 노래들이 오스카 방송에 불리는데, 이 노래에 F단어가 섞여 있다고 논쟁을 불러 일으키기도 하였다. 코미디언 로빈 윌리엄스는 이 노래를 부를 때 합창단이 노래에서 F단어가 나올때 숨을 헐떡이도록 공연하였다. (윌리엄스는 결정적인 순간에 고개를 돌리고, 실제로 그것을 노래하지 않았다.) 이 노래는 아카데미 수상식에서 성우인 매리 케이 버그먼이 부를 예정이었다. 그녀는 이 영화에 나오는 대부분의 여성의 목소리를 냈다. 그러나 알려지지 않은 정신적인 질환을 앓고 있던 버그만은 영화의 개봉 몇 달 만에 자살했다. 텔레비전 방송에선 로빈 윌리엄스가 많은 합창단과 함께 노래를 불렀다.
또한 "심술궂은 여자"로 노래에 언급된 유명한 캐나다 가수인 앤 머레이는 그녀가 상스러운 가사에 성나 있지 않다는 것을 지적했다. (머레이는 오스카 시상식에서 이 노래를 부르고 싶어 했지만, 그러나 선약이 있다는 이유로 정중히 사절했다.) 그리고 캐나다의 총리인 킴 캠벨이 그 노래가 확실하게 캐나다에게 모욕을 주는 것이 아니라, 풍자하는 노래이기 때문에  그 노래 때문에 성나 있지 않다고 전했다.

## 같이 보기
- 모럴 패닉